# Stewart D. Nozette

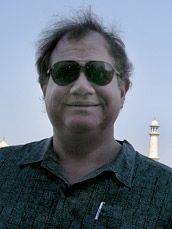
Stewart D. Nozette

Stewart David Nozette (* 20. Mai 1957 in Chicago) ist in US-amerikanischer Wissenschaftler und Astronom. Er arbeitete für das United States Department of Energy, das United States Department of Defence und die NASA. Resultate seiner Forschungen veröffentlichte er unter anderem im Wissenschaftsmagazin Science. Das Federal Bureau of Investigation (FBI) verhaftete ihn 2009 wegen des Verdachts der Spionage. Er wurde 2011 nach einem Handel mit der Staatsanwaltschaft zu 12 Jahren Gefängnis verurteilt.

## Leben
Er wuchs in Chicago in der Nähe von West Rogers Park auf. Er erlangte den Bachelor of Science (B.S.) in Geowissenschaften an der University of Arizona im Jahre 1979. Im Jahre 1983 erwarb er den Doktorgrad Ph.D. in Astronomie am Massachusetts Institute of Technology. Von 1990 bis 2007 spendete er der Republikanischen Partei für deren Komitee oder Kandidaten mehr als 36.000 US-Dollar.
Im Laufe seiner beruflichen Tätigkeiten bekam er die Erlaubnis, in Bereichen mit hoher Geheimhaltung in den Nuklear- und Satellitenprogrammen der USA zu arbeiten. Er besaß die Geheimhaltungsstufe „Top secret“ und die Sicherheitsstufe „Q clearance“.
Von 1983 bis 1984 war er begleitender Direktor am California Space Institute, dem das Scripps Institute of Oceanography an der University of California, San Diego angegliedert war. Danach zog er nach Austin.
Bei der NASA gelangten ihm Experimente, die zur Entdeckung von Vorkommen von Wasser am Südpol des Mondes führten. Mit seiner Sicherheitsstufe führte er Untersuchungen an nuklear genutzten Materialien beim US-Energieministerium durch. In der Amtszeit von US-Präsident George H. W. Bush gehörte er dem National Space Council. Von 1989 bis 2006 besaß er die Sicherheitsstufe, um Dokumente der nationalen Sicherheit der USA einzusehen. Die Administration der US-Regierung verließ er im Jahre 2006.
Danach ging er nach Indien und arbeitete am Mondprojekt Chandrayaan-1 mit. Dabei führte er Untersuchungen am Mini-RF Lunar Reconnaissance Orbiter durch.

## Spionagetätigkeit und Verurteilung
Das FBI begann 2006 gegen Nozette zu ermitteln wegen des Verdachts auf Abrechnungsbetrug gegenüber der NASA. Bei einer Hausdurchsuchung wurden vertrauliche Dokumente, sowie eine E-Mail aus dem Jahr 2002 gefunden, in der Nozette drohte, Geheimnisse an ein ungenanntes Land oder an Israel zu verkaufen. Ein Agent des FBI kontaktierte Nozette 2009, wobei er sich als israelischer Geheimdienstoffizier ausgab. Nozette erklärte er sich bereit, gegen Geldzahlungen geheime Informationen zu liefern. Seine erste Zahlung erhielt er, nachdem er Informationen über die US-Satellitentechnologie übergeben hatte. Weiterhin war er bereit, Informationen über nukleare Waffen, Raumfahrzeuge, Satelliten und bedeutende Waffensysteme zu liefern. In einem Postfach, das der Übergabe solcher Informationen diente, wurden später entsprechende Unterlagen sichergestellt.
Das Justizministerium der Vereinigten Staaten erhob keine Vorwürfe gegen die Regierung von Israel oder gegen andere Staaten, Verstöße gegen die Gesetze der USA in dieser Sache begangen zu haben. Nozette begründete seinen Spionagekontakt damit, dass seine Eltern Juden sind. Weiterhin beantragte er einen israelischen Pass.
Vor Prozessbeginn forderte die Staatsanwaltschaft eine lebenslange Haftstrafe für Nozette, der sich selbst als nicht schuldig bezeichnete. Nachdem sich Nozette mit der Staatsanwaltschaft verständigt und der einmaligen versuchten Spionage schuldig bekannt hatte, wurde er am 7. September 2011 zu 13 Jahren Haft verurteilt.

## Ausgewählte Veröffentlichungen
- Stewart Nozette, et al.: Integration of lunar polar remote-sensing data sets: Evidence for ice at the lunar south pole. In: Journal of Geophysical Research. 106. Jahrgang, 2001, S. 23253–23266.

- G. H. Pettengill, P. G. Ford, S. Nozette: Venus: Global Surface Radar Reflectivity. In: Science. 217. Jahrgang, 1982, S. 640–642.

- Stewart Nozette, et al.: The Clementine mission to the Moon. In: Science. 266. Jahrgang, 16. Dezember 1994, S. 1835–1839, doi:10.1126/science.266.5192.1835.

- Stewart Nozette, John S. Lewis: Venus: Chemical Weathering of Igneous Rocks and Buffering of Atmospheric Composition. In: Science. 216. Jahrgang, 9. April 1982, S. 181–183, doi:10.1126/science.216.4542.181.

- S. Nozette, W. V. Boynton: Superheavy Elements: An Early Solar System Upper Limit for Elements 107 to 110. In: Science. 214. Jahrgang, 16. Oktober 1981, S. 331–333, doi:10.1126/science.214.4518.331.